# IFC Center

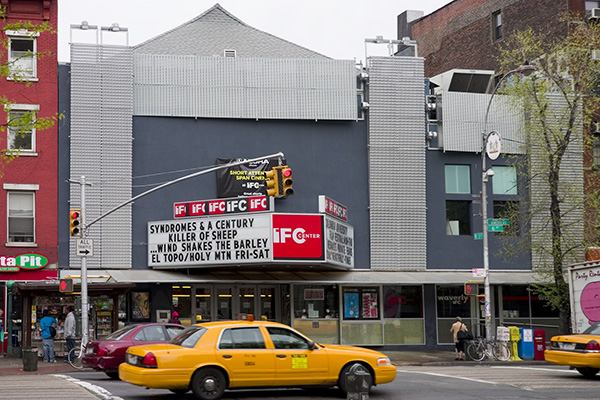
Entrada do IFC Center.

IFC Center é um cineteatro de arte, construído em Greenwich Village, na cidade de Nova Iorque, Estados Unidos. Localizado na 323 Sixth Avenue da West 3rd Street, o Waverly Theater é um dos teatros mais conhecidos da região e faz parte do IFC Center.
Propriedade da companhia de entretenimento estadunidense AMC Networks, o local já esteve sob o controle de outras redes televisivas: AMC, IFC e We TV. As atividades do cineteatro iniciaram em 17 de junho de 2015 com a exibição da comédia romântica Me and You and Everyone We Know, distribuída pela IFC Films.